# Малък чернодробен метил
Малък чернодробен метил (Dicrocoelium dendriticum) е вид паразитен плосък червей от клас Метили. Предизвиква заболяване наречено дикроцелиоза проявяващо се при крайните гостоприемници на паразита.

## Устройство
Тялото на малкия метил има ланцетовидна форма с дължина 5 - 15 mm и ширина 1,5 - 3 mm. Външната му обвивка наречена тегумент е гладка, тънка и полупрозрачна. Устното и коремното смукало са сравнително еднакво големи. Има къс хранопровод с неразклонени чревни клонове. Семенниците са компактни и се разполагат зад коремното смукало. Яйчникът е по-малък и се разполага зад втория семенник. Матката е силно развита с множество извивки. Тя се разполага изцяло в задната половина на тялото. Зрелите яйца се намират в края на матката. Те са тъмнокафяви, асиметрични и с капаче на тесния край на яйцето. Големината им е 38 – 45 / 20 – 30 μm. Вътре в тях има развит мирацидий с две развити очни петна.

## Гостоприемници
Развитието на малкия чернодробен метил преминава през три гостоприемника както следва:
- Крайни гостоприемници – такива са домашни преживни животни (говедо, овца, коза), свинята, коне, магарета. Такива са и сърни, елени, камили, зайци, кучета, лисици, мечки, гризачи и дори хората.
- Междинни гостоприемници – повече от 25 вида сухоземни охлюви от родовете Bradibaena, Cepaea, Chondrula, Theba, Fruticola и други. Най-често срещаните междинни гостоприемници са охлювите Helicella candicans и Zebrina detrita.
- Допълнителни гостоприемници – това са мравки от различни видове. В България това са мравките Formica pratensis, Formica fusca и Formica rufibarbis.

- Овцете са най-честия краен гостоприемник.
- Яйцата се отделят с изпражненията.
- Охлювчето Zebrina detrita е един от междинните гостоприемници.
- Мравката Formica fusca е един от допълнителните гостоприемници.

## Цикъл на развитие
Пълният жизнен цикъл на малкия чернодробен метил протича за 217 - 270 дни.
Ембриогонията протича в матката на паразита. Яйцата са устойчиви на външна среда и биват погълнати от охлювчетата в райони на пасища, замърсени с фекалии от крайните паразити. След поглъщане мирацидият се излюпва и прониква през червата към черния дроб. Тук се превръща в спороциста.Tя нараства като след два месеца достига размери 2 mm и съдържа около 20 - 40 дъщерни спороцисти. Те имат цилиндрична форма и притежават родилен отвор. След още 60 - 75 дни в тях се оформят по 20 - 40 церкарии. Церкариите се наричат Cercaria varina и притежават удължено тялои стилет на предния си край. След излизането през родилния отвор на дъщерните спороцисти те мигрират към белия дроб на охлюва. Тук те се инцистират като образуват слузни кълба от по 100 - 200 живи церкарии. Сборните цисти се изхвърлят от охлювчето в околната среда и полепват по тревата.
Цистите биват изяждани от мравките като по този начин те се заразяват. В стомаха церкариите загубват опашката си и преминават в телесната кухина на мравката. Тук те се инцистират в метацеркарии. Една от метацеркарията се инцистира в подглътъчния ганглий. Така при понижаване на околната температура настъпва парализа на инвазираната мравка. По този начин тя не успява да се скрие нощем в мравуняка и остава да пренощува по растителността. По този начин мравката се поглъща от тревопасни животни рано сутринта заедно с растителност, когато все още температурата е ниска.
Крайните гостоприемници се заразяват изключително при паша в ранните сутрешни часове на денонощието. Попаднали с мравката метацеркарии се освобождават в храносмилателната система. Тук те мигрират ретроградно до най-малките жлъчни каналчета на черния дроб. Тук те се развиват в напълно зрели възрастни индивиди, способни да снасят нови яйца.